# Crossosoma bigelovii
Crossosoma bigelovii là một loài thực vật có hoa trong họ Crossosomataceae. Loài này được S.Watson miêu tả khoa học đầu tiên năm 1876.